# توني كروس
توني كروس (بالألمانية: Toni Kroos؛ مواليد 4 يناير 1990) هو لاعب كرة قدم ألماني سابق كان يلعب في مركز الوسط مع المنتخب الألماني. يلعب كروس بشكل أساسي كلاعب وسط، ولكنه يستطيع اللعب أيضًا كلاعب وسط دفاعي أو صانع ألعاب. وكان يُعتبر على نطاق واسع واحدًا من أفضل لاعبي الوسط في العالم.
بدأ كروس مسيرته المهنية الكبيرة مع نادي بايرن ميونخ، حيث شارك لأول مرة في سن 17 عام 2007. لعب بشكل متقطع، وسرعان ما اختار فترة إعارة لمدة 18 شهرًا مع باير ليفركوزن الألماني، حيث أصبح لاعبًا أساسيًا، وعاد إلى ناديه الأصلي في عام 2010. ثم أصبح كروس لا غنى عنه للنادي البافاري، وكان حاسمًا في العديد من النجاحات، بما في ذلك لقبين متتاليين في الدوري، ولقب دوري أبطال أوروبا، ولقبين كأس ألمانيا. كما تم اختياره ضمن فريق الموسم في الدوري ثلاث مرات، قبل أن ينتقل إلى إسبانيا للانضمام إلى ريال مدريد في عام 2014، مقابل 25 مليون يورو.
في مدريد، كان كروس جزءًا حيويًا من الفريق تحت قيادة المدربين كارلو أنشيلوتي وزين الدين زيدان، وساعد ريال مدريد بالفوز بثلاثة ألقاب متتالية في دوري أبطال أوروبا من 2015–16 إلى 2017–18، وفي جميع تلك البطولات اُختير ضمن فريق الموسم. كما ساهم بشكل كبير حيث حصل النادي على لقب الدوري الإسباني في عام 2017، وتم اختياره أيضًا ضمن فريق الموسم، وكذلك لقب دوري آخر في عام 2020. كما تم اختيار كروس أيضًا في كل من فيفبرو وجائزة اليويفا لأفضل فريق لعامي 2016 و2017، وفاز ببطولات أخرى، بما في ذلك خمسة ألقاب في كأس العالم للأندية. في عام 2018، حصل كروس على جائزة لاعب العام في ألمانيا من قبل مجموعة مختارة من الصحفيين والإعلاميين من صحيفة كيكر.
بعد مسيرة دولية ناجحة مع الفئات السنية، فاز خلالها بجائزة اللاعب الذهبي وانهى كأفضل هداف في بطولة أمم أوروبا تحت 17 سنة لعام 2006، وفاز بجائزة الكرة الذهبية لأفضل لاعب في كأس العالم تحت 17 سنة لعام 2007، لعب كروس أول مباراة له مع المنتخب الأول في عام 2010. وسجل أول هدف دولي له في عام 2011 في مباراة ودية ضد بولندا، وكان المفتاح للمنتخب الوطني، حيث شارك في كل البطولات الكبرى التي تأهلت لها ألمانيا، بدءًا من عام كأس العالم 2010. في عام 2014، قاد كروس بلاده للفوز بكأس العالم في ذلك العام، حيث كان أفضل مرر تمررات حاسمة وتم اختياره ضمن فريق كل النجوم وفريق الأحلام. كما حصل على لقب أفضل لاعب ألماني. في بطولة أمم أوروبا 2016، تم اختيار كروس ضمن فريق البطولة. أعلن اعتزاله الدولي بعد خروج منتخبه من بطولة أمم أوروبا 2020 في 2021.وفي يوليو 2024 وبعد خسارة منتخبه أمام إسبانيا في بطولة أمم أوروبا 2024 أعلن كروس اعتزله كرة القدم برسالة على مواقع التواصل الاجتماعي حيث قال: "هذه هي النهاية إذن.. لكن قبل أن آخذ قسطا من الراحة وأحاول على الأقل أن أدرك ما حدث خلال الأعوام السبعة عشرة الماضية، لا أريد أن أفوت الفرصة دون أن أقول شكرا لكل من قبلني كما أنا".

## مسيرته الكروية

### بدايته المبكرة
لعب كروس لأول مرة مع نادي غرايفسفالد [الإنجليزية] المحلي، ثم انتقل لاحقًا إلى فريق الشباب لنادي هانزا روستوك. انتقل كروس إلى نادي بايرن ميونخ للشباب في عام 2006. وكان كروس قد غاب عن 40 يومًا خلال العام الدراسي بسبب التدريبات.
لموسم 2007–08، في سن 17، تمت ترقية كروس إلى فريق بايرن الأول. لقد بدأ بداية مذهلة في مسيرته في الدوري الألماني، حيث شارك لأول مرة مع بايرن في 26 سبتمبر 2007 في الفوز 5–0 على إنيرجي كوتبوس ومرر تمريرتين حاسمتين لميروسلاف كلوزه في غضون 18 دقيقة من مشاركته كبديل. في وقت مشاركته الأولى، كان كروس أصغر لاعب على الإطلاق يمثل بايرن في مباراة احترافية بعمر 17 سنوات و265 أيام، وهو رقم قياسي حتى أن كسره دافيد ألابا في 2010.
في 25 أكتوبر، منح كروس بايرن فوزًا ثمينًا على ضيفه النجم الأحمر بلغراد في أول ظهور له في كأس الاتحاد الأوروبي، حيث شارك كبديل في الدقيقة 81 ومرر تمريرة حاسمة لميروسلاف كلوزه ثم سجل هدف الفوز، وهو الأول له مع النادي، في الوقت بدل الضائع. شارك كأساسي لأول مباراة له مع النادي في الهزيمة 3–1 خارج ملعبه أمام شتوتغارت.[بحاجة لمصدر]
أنهى كروس موسمه الأول بـ20 مباراة مع بايرن، بما في ذلك ست مشاركات. كما سجل ثلاثة أهداف في 12 مباراة لبايرن ميونخ ب في دوري الدرجة الرابعة.[بحاجة لمصدر]
على الرغم من اختياره لبدء المباراة الافتتاحية لبايرن ميونخ 2008–09 في الدوري ضد هامبورغ، شارك كروس بشكل أقل خلال النصف الأول من موسم 2008–09. في 5 نوفمبر 2008، شارك لأول مرة في دوري أبطال أوروبا كبديل في الدقيقة 79 ضد فيورنتينا في المباراة الرابعة من مرحلة المجموعات.

#### باير ليفركوزن (إعارة)
في 31 يناير 2009، سمح بايرن لكروس بالانضمام إلى باير ليفركوزن على سبيل الإعارة لمدة 18 شهرًا لاكتساب خبرة الفريق الأول. شارك لأول مرة في 28 فبراير كبديل في الهزيمة 1–0 أمام هانوفر 96. في 12 أبريل، شارك كأساسي لأول مرة له في الدوري الألماني مع ليفركوزن، وصنع هدف الفريق في التعادل 1–1 مع فيردر بريمن. في 18 أبريل 2009، سجل هدفه الأول في الدوري الألماني في الخسارة 2–1 أمام فولفسبورغ.[بحاجة لمصدر]
في 30 مايو، شارك كروس كبديل متأخر في نهائي كأس ألمانيا 2009 ضد فيردر بريمن، حيث تعرض ليفركوزن للهزيمة 1–0 بهدف مسعود أوزيل.
خلال موسم 2008–09، لعب كروس 13 مباراة مع ليفركوزن في جميع المسابقات، وسجل هدف واحد.[بحاجة لمصدر]
وضع كروس نفسه كلاعب أساسي في فريق ليفركوزن لموسم 2009–10، حيث شارك في جميع مباريات باير في الدوري الألماني باستثناء واحدة. بين يومي 16 و20، سجل كروس خمسة أهداف وأربع تمريرات حاسمة في خمس مباريات في الدوري الألماني، وفاز بجائزة «لاعب الشهر» بشكل متتالي من كيكر في ديسمبر 2009 ويناير 2010.
أنهى الموسم بتسعة أهداف و12 تمريرة حاسمة من 33 مباراة.[بحاجة لمصدر]

### بايرن ميونخ
في صيف 2010، بعد انتهاء فترة إعارته إلى باير ليفركوزن، عاد كروس إلى بايرن ميونخ. عندما سُئل كروس عن حظوظ فريقه الأول مع بايرن ميونخ، وصيف دوري أبطال أوروبا الموسم السابق، قال «أريد أن ألعب أكثر من مرة!».
في 16 أغسطس 2010، بدأ ضد جرمانيا ويندك في الجولة الأولى من كأس ألمانيا، وسجل الهدف الثالث في الفوز 4–0. في 29 أكتوبر 2010، سجل هدفه الأول في الدوري للنادي، في الفوز 4–1 للفريق البافاري ضد فرايبورغ. خلال موسم 2010–11، كان كروس لاعبًا أساسيًا في بايرن ميونخ في الدوري الألماني ودوري أبطال أوروبا. أنهى الموسم بـ37 مباراة في جميع المسابقات.[بحاجة لمصدر]
خلال 2011–12، تحت قيادة يوب هاينكس، مدربه السابق في ليفركوزن، جعل كروس الاختيار الأول لبايرن ميونخ، وشكل شراكة قوية في خط الوسط مع زميله في المنتخب الوطني باستيان شفاينشتايغر. لعب 51 مباراة في جميع المسابقات خلال الموسم، بما في ذلك نهائي دوري أبطال أوروبا 2012، حيث تعرض بايرن للخسارة بركلات الترجيح من تشيلسي في ملعب أليانز أرينا.
كان كروس لاعبًا مهمًا في فريق بايرن ميونخ الفائز بالثلاثية خلال موسم 2012–13. بصفته اللاعب الأكثر تقدمًا في خط الوسط الذي يضم شفاينشتايغر وخافي مارتينيز، سجل كروس ثلاثة أهداف في مباريات الفريق الأربع الأولى في الدوري الألماني. كما سجل هدفه الأول في دوري أبطال أوروبا في المباراة الافتتاحية لبايرن ميونخ ضد فالنسيا. بعد تعرضه لإصابة في ذهاب ربع نهائي دوري أبطال أوروبا ضد يوفنتوس، لم يكن كروس متاحًا لبقية الموسم، وغاب عن نجاحات بايرن ميونخ في نهائي دوري أبطال أوروبا 2013، ونهائي كأس ألمانيا 2013 والمباريات السبع الأخيرة من موسم الدوري.[بحاجة لمصدر]
عاد كروس إلى لياقته البدنية مع بداية موسم 2013–14 ولعب في كأس السوبر الألماني وكأس السوبر الأوروبي. في 4 أكتوبر 2013، سجل هدفه الأول هذا الموسم بالتعادل 1–1 ضد ناديه السابق باير ليفركوزن في الدوري. شارك كأساسي في مباراتي بايرن ميونخ في كأس العالم للأندية 2013. الأولى ضد غوانغجو إفرغراند تاوباو في فوز 3–0 في نصف النهائي يوم 17 ديسمبر 2013، وفي المباراة النهائية حيث تغلب فريقه على الرجاء الرياضي 2–0.
في 19 فبراير 2014، سجل كروس هدفه الثاني هذا الموسم بفوزه 2–0 بدوري أبطال أوروبا ضد أرسنال. في 25 مارس، سجل هدفًا في الفوز 3–1 على هرتا برلين، حيث أكد حصول بايرن على لقب الدوري الألماني.

### ريال مدريد

#### 2014–15: الموسم الأول
قبل انضمامه إلى ريال مدريد، كان لدى كروس عرض للانضمام إلى مانشستر يونايتد بعد الاتفاق على الشروط مع ديفيد مويس. ومع ذلك، بعد إقالة مويس واستبداله بلويس فان خال، قرر المدرب الهولندي عدم التوقيع مع كروس. في وقت قريب من كأس العالم 2014 تلقى مكالمة من كارلو أنشيلوتي.
في 17 يوليو 2014، أعلن ريال مدريد أنه توصل إلى اتفاق لانتقال كروس، بتوقيع صفقة مدتها ست سنوات بدون الكشف عن سعر الصفقة. ذكرت الصحافة أن كروس كلّف النادي ما بين 24 و30 مليون يورو. تلقى نادي غرايفسفالد [الإنجليزية]، فريق كروس الأول أثناء فترة الشباب، 60 ألف يورو من الصفقة.
أصبح كروس تاسع لاعب ألماني، بعد غونتر نيتزر، وبول برايتنر، وأولي شتيليكه، وبيرند شوستر، وبودو إليغنر، وكريستوف ميتسلدر، ومسعود أوزيل، وسامي خضيرة، ينضم إلى ريال مدريد. في تقديم اللاعب الذي حضره 8000 مشجع، صرح كيف أن ريال مدريد هو «أكبر ناد في العالم» و«يتفوق على بايرن». لعب في مباراته الأولى ضد إشبيلية في كأس السوبر الأوروبي 2014 في 12 أغسطس 2014، وفاز بأول لقب له في ريال مدريد.
كان جزءًا من ثلاثي خط الوسط مع خاميس رودريغيز ولوكا مودريتش الذي قاد ريال مدريد للفوز بـ22 مباراة في وقت متأخر من العام. في 8 نوفمبر، سجل كروس هدفه الأول مع ريال مدريد في الفوز 5–1 على رايو فايكانو، على أرضه. في ديسمبر، ساعد الفريق على الفوز بكأس العالم للأندية 2014، وتصدّر قائمة أكثر المُمرّرين تمريرات حاسمة في البطولة. تم اختياره في تشكيلة العام من الفيفا وتشكيلة العام من اليويفا.

#### 2015–19: النجاح المحلي المستمر والثلاثية الأوروبية
في الموسم الثاني موسم 2015–16 لم يبدأ الفريق بالشكل المثالي من المدرب الجديد رافاييل بينيتيز وتلقوا خسارة قاسية في الكلاسيكو وعلى ملعب السانتياغو برنابيو بنتيجة 4–0، ولكن رغم البداية الصعبة والمخيبة استطاعوا في نهاية الموسم بقيادة المدرب «المؤقت» آنذاك زين الدين زيدان بالتتويج بدوري أبطال أوروبا للمرة الحادية عشر في تاريخ النادي والثانية في تاريخ كروس.
موسم 2016–17 كان هو أفضل موسم لكروس منذ قدومه لريال مدريد من ناحية البطولات، حيث حقق في ذلك الموسم أربع بطولات كأس السوبر الأوروبي وكأس العالم للأندية والدوري الإسباني ودوري أبطال أوروبا.
وفي موسم 2017–18 بدأ الموسم بداية رائعة بالتتويج بكأس السوبر الأوروبي ضد نادي مانشستر يونايتد. وبعدها توّج بكأس السوبر الإسباني ضد الغريم الأزلي برشلونة. وأختتم عام 2017 المذهل مع الملكي بلقب كأس العالم للأندية وهو خامس لقب في السنة يتوج فيه مع ناديه من أصل 6 ألقاب.
وفي نهاية الموسم توج مع فريقه ببطولة دوري أبطال أوروبا 2017–18 للمرة الثالثة على التوالي والرابعة في تاريخه والثالثة عشر في تاريخ ريال مدريد. وقد شارك في خلال الموسم في بطولة دوري الأبطال في 12 مباراة.

#### 2019–2021: اللقب الخامس لكأس العالم للأندية
في 22 ديسمبر 2018، فاز كروس للمرة الخامسة في مسيرته بكأس العالم للأندية ليحقق رقمًا قياسيًا غيز مسبوق. وذلك بعد فوز فريقه على العين بنتيجة 4–1 في النهائي. في 20 مايو 2019، مدد عقده مع النادي حتى عام 2023.
في 17 أغسطس 2019، افتتح كروس أول أهدافه للموسم في المباراة الافتتاحية للدوري الإسباني ضد سيلتا فيغو في ملعب بالايدوس بفوز 3-1 بهدف من تسديدة بعيدة. في 22 أكتوبر 2019، سجل هدف الفوز في الانتصار 1-0 على غلطة سراي في ظهوره 100 في دوري أبطال أوروبا.
في 12 يناير 2020، فاز كروس بلقب كأس السوبر الإسباني 2019–20 بعد فوز ريال مدريد على غريمه المحلي أتلتيكو مدريد بركلات الترجيح. كان لاعبًا أساسيًا خلال موسم الدوري، حيث سجل أربعة أهداف، وفاز ريال مدريد بلقب الدوري الإسباني 2019–20.
في 10 أبريل 2021، سجل كروس هدفه الأول في الكلاسيكو الذي جاء من ركلة حرة في الدقيقة 28 على ملعب ألفريدو دي ستيفانو والذي حقق الفوز المهم بالدوري 2–1 ليرسل اللوس بلانكوس إلى صدارة الدوري. كان هذا الهدف الأول لكروس من ركلة حرة مع ريال مدريد في محاولته السادسة فقط.
في 16 يونيو 2021، عندما استؤنف الدوري الإسباني بعد توقف دام ثلاثة أشهر بسبب جائحة كوفيد-19، سجل كروس أول هدف رسمي لريال مدريد في ملعب ألفريدو دي ستيفانو بعد أربع دقائق فقط في الفوز 3-1 على إيبار. بعد شهر واحد، حقق ريال مدريد سلسلة انتصارات من 10 مباريات وفاز بالدوري الإسباني لموسم 2019-20 بمشاركة كروس في جميع المباريات الـ11 بعد الحجر الكلي. في 8 أغسطس، انتهى موسم كروس حيث أقصى مانشستر سيتي ريال مدريد في دور الـ16 من دوري أبطال أوروبا (بمجموع 4-2). على الرغم من النهاية المخيبة للموسم، كان هذا الموسم الأكثر غزارة للأهداف لكروس مع ريال مدريد، حيث سجل ستة أهداف في جميع المسابقات.

#### 2021–2024: إنجازات أخرى والاعتزال
في 10 أبريل 2021، سجل كروس أول هدف له في الكلاسيكو ضد برشلونة من ركلة حرة في الدقيقة 28 في ملعب دي ستيفانو، وكان هذا الهدف الذي حسم الفوز 2-1 في الدوري ليصعد ريال مدريد إلى صدارة الدوري. كان هذا أول هدف لكروس من ركلة حرة مع ريال مدريد في محاولته السادسة فقط. في دوري أبطال أوروبا 2021–22، فاز كروس بلقبه الخامس في البطولة، مسجلاً هدفين في اثنتي عشرة مباراة.
في 10 أغسطس 2022، بدأ كروس موسم 2022-23 بفوزه بكأس السوبر الأوروبي للمرة الرابعة ضد آينتراخت فرانكفورت. كانت هذه المباراة مهمة لأنها كانت آخر مرة يبدأ فيها الثلاثي الشهير المعروف بين الجماهير باسم KCM (كروس، كاسيميرو، ومودريتش) مباراة معًا. انتقل كاسيميرو إلى مانشستر يونايتد بعد أسبوع. في الجولة الأولى من موسم 2022-23 لدوري أبطال أوروبا، حصل كروس على جائزة رجل المباراة من الاتحاد الأوروبي لكرة القدم لأدائه ضد سلتيك في ملعب سلتيك بارك. في 11 سبتمبر 2022، ارتدى كروس شارة القيادة لأول مرة في الفوز 4-1 على ريال مايوركا بعد إصابة قائد الفريق كريم بنزيما وبدء نواب القادة (ناتشو ومودريتش) على مقاعد البدلاء. في 16 أكتوبر، لعب مباراته رقم 250 في الدوري الإسباني في الفوز 3-1 في الكلاسيكو ضد برشلونة. في 30 أكتوبر، تلقى كروس أول بطاقة حمراء في مسيرته الاحترافية في تعادل 1-1 مع جيرونا بعد حصوله على البطاقة الصفراء الثانية بسبب خطأ على أليكس غارسيا.
في 11 فبراير 2023، حطم كروس رقمه القياسي بحصوله على لقبه السادس في كأس العالم للأندية، واحد مع بايرن ميونيخ وخمسة مع ريال مدريد. في 6 مايو، لعب في نهائي كأس ملك إسبانيا وحقق الفوز على أوساسونا 2-1 ليحقق أول لقب له في تلك البطولة. في 21 يونيو 2023، مدد كروس عقده مع ريال مدريد لمدة عام إضافي، ليبقى حتى يونيو 2024. في 3 أكتوبر، شارك كروس للمرة المئة في دوري أبطال أوروبا مع النادي، حيث بدأ أساسيًا عندما فاز ريال مدريد 3-2 على نابولي خارج الديار.
في 21 مايو 2024، أعلن كروس أنه سيعتزل كرة القدم على مستوى الأندية والمستوى الدولي بعد بطولة أمم أوروبا 2024. في 25 مايو، لعب كروس آخر مباراة له في الدوري الإسباني على ملعب سانتياغو برنابيو ضد ريال بيتيس وانتهت المباراة بالتعادل السلبي. عندما اُستبدل في الدقيقة 86 حصل كروس على تصفيق حار من جميع الحاضرين في الملعب. في 1 يونيو، لعب آخر مباراة له مع النادي، حيث قدم تمريرة حاسمة من ركنية ليصنع الهدف الأول لداني كارفاخال في الفوز 2-0 على بوروسيا دورتموند في نهائي دوري أبطال أوروبا، ليحقق فوزه الـ300 مع ريال مدريد. علاوة على ذلك، شهدت هذه المباراة معادلة كروس لرقم باكو خينتو القياسي بالفوز بستة ألقاب في دوري أبطال أوروبا إلى جانب داني كارفاخال، لوكا مودريتش وناتشو.

## مسيرته الدولية

### منتخبات الشباب
في كأس العالم تحت 17 سنة لكرة القدم 2007، حصل توني كروس على جائزة الكرة الذهبية كأفضل لاعب في البطولة وفاز أيضًا بـ"الحذاء البرونزي" بعد تسجيله خمسة أهداف. جاء أول ظهور لكروس مع منتخب تحت 21 سنة في 5 سبتمبر 2008 في تصفيات بطولة أوروبا تحت 21 سنة 2009 ضد إيرلندا الشمالية وسجل الهدف الافتتاحي في الدقيقة 11. وكان هدفه الثاني مع منتخب تحت 21 سنة في فوز ألمانيا 1-0 على إيطاليا، حيث كان هدفًا دقيقًا من مسافة بعيدة. كانت مفاجأة أن المدرب هورست هروبيش استبعده من تشكيلة ألمانيا لبطولة يورو 2009، وفازت ألمانيا بالبطولة بدونه.

### كأس العالم 2010
في يناير 2010، تم استدعاء كروس إلى الفريق الأول لألمانيا لأول مرة، لحصة تدريب في زيندلفينغن وشارك في القائمة في التشكيلة للمباراة التالية، مباراة ودية ضد الأرجنتين في 3 مارس 2010، حيثُ شارك لأول مرة مع المنتخب الأول.
اُختير كروس ضمن قائمة يواخيم لوف لكأس العالم 2010 في جنوب أفريقيا. شارك لأول مرة في كأس العالم في الجولة الأخيرة لدور المجموعات ضد غانا، حيث دخل في الدقيقة 80 بدلاً من باستيان شفاينشتايغر، وكانت ألمانيا متقدمة 1-0. واصل الظهور كبديل في ربع النهائي ضد الأرجنتين، وفي نصف النهائي ضد إسبانيا وفي مباراة تحديد المركز الثالث ضد أوروغواي.

### يورو 2012

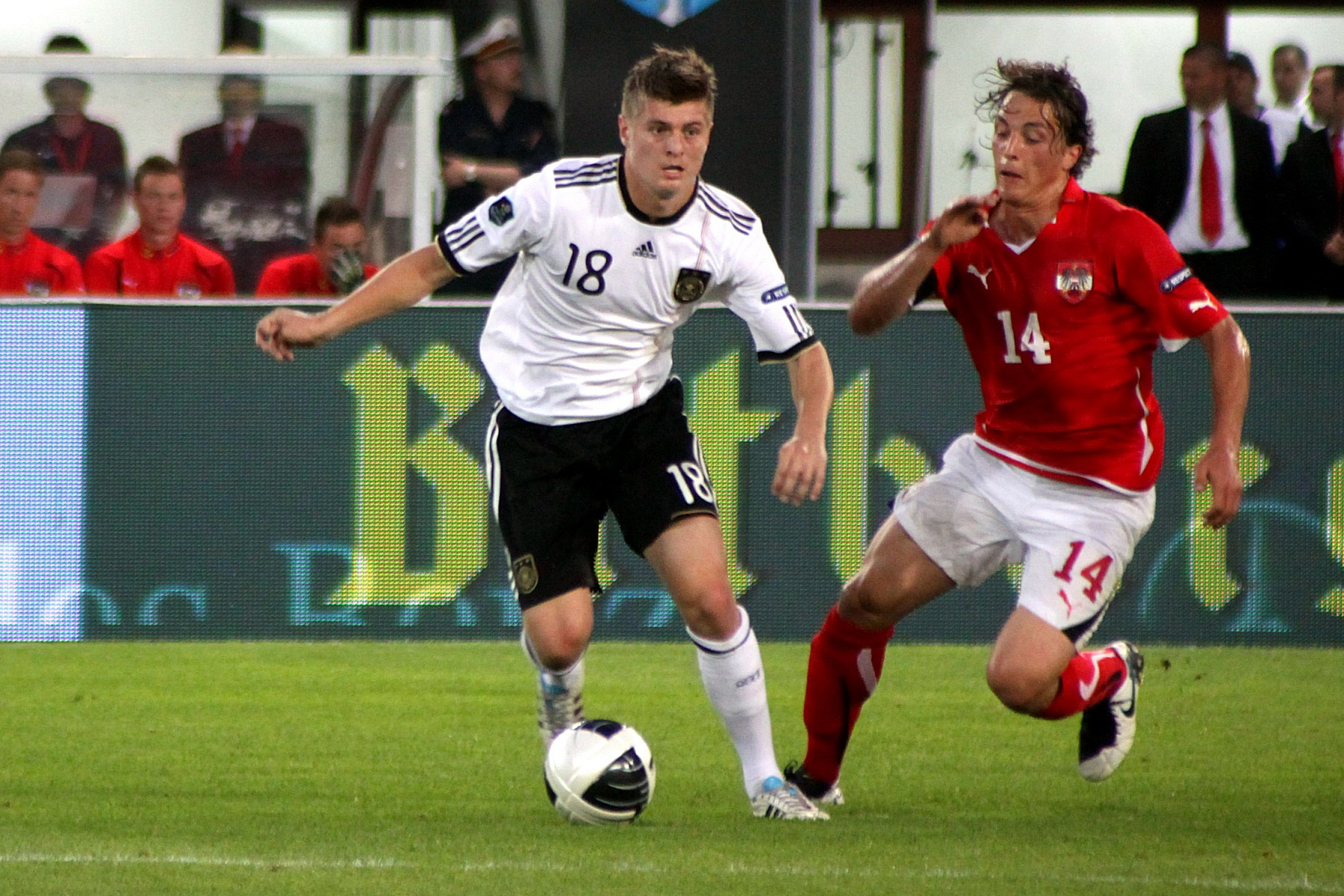
كروس في مباراة ضد النمسا في تصفيات بطولة أمم أوروبا 2012

وفي بطولة أمم أوروبا 2012 خرج مع المنتحب الألماني ضد المنتخب الإيطالي في نصف نهائي البطولة بهدفي ماريو بالوتيلي.

### كأس العالم 2014
وفي كأس العالم 2014 أستطاع كروس تخليد أسمه في تاريخ كرة القدم من خلال تسجيله هدفين وصناعة لهدف وحصولة على جائزة رجل المباراة، وأستطاع أيضا بنفس البطولة الفوز بها للمرة الأولى في تاريخه ورابع مرة في تاريخ ألمانيا.

### يورو 2016
وفي بطولة أمم أوروبا 2016 كان المنتحب الألماني هو المرشح الأول لنيل لقب البطولة ولكنه أخفق في نصف النهائي أمام المستضيف المنتخب الفرنسي بهدفي أنطوان غريزمان.

### كأس العالم 2018
في 4 يونيو 2018، أستدعي كروس لتشكيلة المنتخب الألماني المشاركة في كأس العالم 2018. في 23 يونيو، سجل كروس في الوقت بدل الضائع أمام السويد ليحي آمال ألمانيا في كأس العالم. وفازت ألمانيا 2–1. لكن في مباراتهم الأخيرة في المجموعات، أقصي منتخبه من دور المجموعات بعد الخسارة أمام كوريا الجنوبية 2–0.

### دوري الأمم الأوروبية 2020–21
في 13 أكتوبر 2020، لعب كروس مباراته رقم 100 مع ألمانيا في التعادل 3–3 مع سويسرا في دوري الأمم الأوروبية 2020–21 أ.

### يورو 2020 والاعتزال الدولي
في 19 مايو 2021، تم اختياره ضمن تشكيلة ألمانيا المشاركة في بطولة أمم أوروبا 2020.
بعد ثلاثة أيام من خسارة الفريق 0–2 أمام إنجلترا في دور الـ16 في 29 يونيو، أعلن كروس اعتزاله كرة القدم الدولية.

### العودة للمنتخب
في 22 فبراير 2024، أعلن كروس أنه سيعود إلى المنتخب الألماني بعد أن طلب منه المدرب الجديد يوليان ناغلسمان ذلك. في مارس 2024، تم استدعاؤه للمشاركة في التوقف القادم.
في 23 مارس 2024، قدَّم كروس تمريرة حاسمة بعد سبع ثوانٍ فقط من عودته الدولية ضد فرنسا.

## حياته الشخصية
كروس وُلد في غرايفسفالد، مكلنبورغ-فوربومرن في 4 يناير 1990. لديه أخ أصغر اسمه فيليكس، وهو أيضًا لاعب كرة قدم محترف. عمل والده رولاند كمدرب شباب لفريق هانزا روستوك. خلال شبابه، كان طالبًا متوسط المستوى وقضى الكثير من الوقت في ممارسة كرة القدم، ومع ذلك، كان مهذبًا في الفصل ومحبوبًا بين زملائه في المدرسة.
تزوج كروس من صديقته جيسيكا فابر في 13 يونيو 2015. لديهما ابنان وابنة. يمتلك منزلاً في جزيرة مايوركا.

## الإحصائيات

### النادي
| النادي                | الموسم   | الدوري                       | الدوري | الدوري  | الكأس  | الكأس   | أوروبا | أوروبا  | أخرى   | أخرى    | المجموع | المجموع |
| النادي                | الموسم   | الدرجة                       | الظهور | الأهداف | الظهور | الأهداف | الظهور | الأهداف | الظهور | الأهداف | الظهور  | الأهداف |
| --------------------- | -------- | ---------------------------- | ------ | ------- | ------ | ------- | ------ | ------- | ------ | ------- | ------- | ------- |
| بايرن ميونخ ب         | 2007–08  | الدوري الألماني الأقليمي     | 12     | 3       | —      | —       | —      | —       | —      | —       | 12      | 3       |
| بايرن ميونخ ب         | 2008–09  | دوري الدرجة الثالثة الألماني | 1      | 1       | —      | —       | —      | —       | —      | —       | 1       | 1       |
| بايرن ميونخ ب         | المجموع  | المجموع                      | 13     | 4       | —      | —       | —      | —       | —      | —       | 13      | 4       |
| بايرن ميونخ           | 2007–08  | الدوري الألماني              | 12     | 0       | 2      | 0       | 6      | 1       | —      | —       | 20      | 1       |
| بايرن ميونخ           | 2008–09  | الدوري الألماني              | 7      | 0       | 1      | 1       | 1      | 0       | —      | —       | 9       | 1       |
| بايرن ميونخ           | 2010–11  | الدوري الألماني              | 27     | 1       | 3      | 1       | 7      | 1       | —      | —       | 37      | 3       |
| بايرن ميونخ           | 2011–12  | الدوري الألماني              | 31     | 4       | 6      | 1       | 14     | 2       | —      | —       | 51      | 7       |
| بايرن ميونخ           | 2012–13  | الدوري الألماني              | 24     | 6       | 3      | 0       | 9      | 3       | 1      | 0       | 37      | 9       |
| بايرن ميونخ           | 2013–14  | الدوري الألماني              | 29     | 2       | 6      | 1       | 12     | 1       | 4      | 0       | 51      | 4       |
| بايرن ميونخ           | المجموع  | المجموع                      | 130    | 13      | 21     | 4       | 49     | 8       | 5      | 0       | 205     | 25      |
| باير ليفركوزن (إعارة) | 2008–09  | الدوري الألماني              | 10     | 1       | 3      | 0       | —      | —       | —      | —       | 13      | 1       |
| باير ليفركوزن (إعارة) | 2009–10  | الدوري الألماني              | 33     | 9       | 2      | 0       | —      | —       | —      | —       | 35      | 9       |
| باير ليفركوزن (إعارة) | المجموع  | المجموع                      | 43     | 10      | 5      | 0       | —      | —       | —      | —       | 48      | 10      |
| ريال مدريد            | 2014–15  | الدوري الإسباني              | 36     | 2       | 2      | 0       | 12     | 0       | 5      | 0       | 55      | 2       |
| ريال مدريد            | 2015–16  | الدوري الإسباني              | 32     | 1       | 0      | 0       | 12     | 0       | —      | —       | 44      | 1       |
| ريال مدريد            | 2016–17  | الدوري الإسباني              | 29     | 3       | 5      | 0       | 12     | 1       | 2      | 0       | 48      | 4       |
| ريال مدريد            | 2017–18  | الدوري الإسباني              | 27     | 5       | 0      | 0       | 12     | 0       | 4      | 0       | 43      | 5       |
| ريال مدريد            | 2018–19  | الدوري الإسباني              | 28     | 0       | 4      | 0       | 8      | 1       | 3      | 0       | 43      | 1       |
| ريال مدريد            | 2019–20  | الدوري الإسباني              | 35     | 4       | 2      | 0       | 6      | 1       | 2      | 1       | 45      | 6       |
| ريال مدريد            | 2020–21  | الدوري الإسباني              | 28     | 3       | 1      | 0       | 12     | 0       | 1      | 0       | 42      | 3       |
| ريال مدريد            | 2021–22  | الدوري الإسباني              | 28     | 1       | 3      | 0       | 12     | 2       | 2      | 0       | 45      | 3       |
| ريال مدريد            | 2022–23  | الدوري الإسباني              | 30     | 2       | 5      | 0       | 12     | 0       | 5      | 0       | 52      | 2       |
| ريال مدريد            | 2023–24  | الدوري الإسباني              | 33     | 1       | 1      | 0       | 12     | 0       | 2      | 0       | 48      | 1       |
| ريال مدريد            | المجموع  | المجموع                      | 306    | 22      | 23     | 0       | 110    | 5       | 26     | 1       | 465     | 28      |
| الإجمالي              | الإجمالي | الإجمالي                     | 492    | 49      | 49     | 4       | 159    | 13      | 31     | 1       | 731     | 67      |

1. ↑  المباريات في الدوري الأوروبي
2. 1 2 3 4 5 6 7 8 9 10 11  المباريات في دوري أبطال أوروبا
3. ↑  المباريات في كأس السوبر الألماني
4. ↑  مباراة واحدة في كأس السوبر الألماني، ومباراة واحدة في كأس السوبر الأوروبي، ومباراتين في كأس العالم للأندية
5. ↑  مباراة واحدة في كأس السوبر الإسباني، ومباراة واحدة في كأس السوبر الأوروبي، ومباراتين في كأس العالم للأندية
6. ↑  المباريات في كأس العالم للأندية
7. ↑  مباراتين في كأس السوبر الإسباني، ومباراة واحدة في كأس السوبر الأوروبي، ومباراة واحدة في كأس العالم للأندية
8. ↑  مباراة واحدة في كأس السوبر الأوروبي، ومباراتين في كأس العالم للأندية
9. 1 2 3 4  المباريات في كأس السوبر الإسباني
10. 1 2 3 4
11. ↑  مباراتين في كأس السوبر الإسباني، ومباراة واحدة في كأس السوبر الأوروبي، ومباراتين في كأس العالم للأندية

### المنتخب
آخر تحديث 29 يونيو 2021.
| المنتخب الأول | العام   | الظهور | الأهداف |
| ------------- | ------- | ------ | ------- |
| ألمانيا       | 2010    | 13     | 0       |
| ألمانيا       | 2011    | 11     | 2       |
| ألمانيا       | 2012    | 10     | 2       |
| ألمانيا       | 2013    | 7      | 1       |
| ألمانيا       | 2014    | 16     | 4       |
| ألمانيا       | 2015    | 5      | 0       |
| ألمانيا       | 2016    | 12     | 3       |
| ألمانيا       | 2017    | 6      | 0       |
| ألمانيا       | 2018    | 11     | 2       |
| ألمانيا       | 2019    | 5      | 3       |
| ألمانيا       | 2020    | 5      | 0       |
| ألمانيا       | 2021    | 5      | 0       |
| المجموع       | المجموع | 106    | 17      |

### الأهداف الدولية
اعتبارًا من أخر مباراة سجل فيها في 19 نوفمبر 2019. قائمة النتائج والأهداف مع منتخب ألمانيا الأول.
| #  | التاريخ        | المكان                                       | الخصم    | الهدف | النتيجة | المسابقة                       |
| -- | -------------- | -------------------------------------------- | -------- | ----- | ------- | ------------------------------ |
| 1  | 6 سبتمبر 2011  | بي جي إي أرينا غدانسك، غدانسك، بولندا        | بولندا   | 1–1   | 2–2     | ودية                           |
| 2  | 11 نوفمبر 2011 | مجمع أولمبيسكي الوطني الرياضي كييف، أوكرانيا | أوكرانيا | 1–2   | 3–3     | ودية                           |
| 3  | 12 أكتوبر 2012 | ملعب أفيفا، دبلن، جمهورية أيرلندا            | أيرلندا  | 5–0   | 6–1     | تصفيات كأس العالم 2014         |
| 4  | 12 أكتوبر 2012 | ملعب أفيفا، دبلن، جمهورية أيرلندا            | أيرلندا  | 6–0   | 6–1     | تصفيات كأس العالم 2014         |
| 5  | 6 سبتمبر 2013  | أليانز أرينا، ميونخ، ألمانيا                 | النمسا   | 2–0   | 3–0     | تصفيات كأس العالم 2014         |
| 6  | 8 يوليو 2014   | ملعب مينيراو، بيلو هوريزونتي، البرازيل       | البرازيل | 3–0   | 7–1     | كأس العالم 2014                |
| 7  | 8 يوليو 2014   | ملعب مينيراو، بيلو هوريزونتي، البرازيل       | البرازيل | 4–0   | 7–1     | كأس العالم 2014                |
| 8  | 14 أكتوبر 2014 | فيلتينس أرينا، غلزنكيرشن، ألمانيا            | أيرلندا  | 1–0   | 1–1     | تصفيات بطولة أمم أوروبا 2016   |
| 9  | 18 نوفمبر 2014 | ملعب بالايدوسـ فيغو، إسبانيا                 | إسبانيا  | 1–0   | 1–0     | ودية                           |
| 10 | 26 مارس 2016   | الملعب الأولمبي، برلين، ألمانيا              | إنجلترا  | 1–0   | 2–3     | ودية                           |
| 11 | 29 مارس 2016   | أليانز أرينا، ميونخ، ألمانيا                 | إيطاليا  | 1–0   | 4–1     | ودية                           |
| 12 | 8 أكتوبر 2016  | ملعب فولكسبارك، هامبورغ، ألمانيا             | التشيك   | 2–0   | 3–0     | تصفيات كأس العالم 2018         |
| 13 | 23 يونيو 2018  | ملعب فيشت الأولمبي، سوتشي، روسيا             | السويد   | 2–1   | 2–1     | كأس العالم 2018                |
| 14 | 16 أكتوبر 2018 | ملعب فرنسا، سان دوني، فرنسا                  | فرنسا    | 1–0   | 1–2     | دوري الأمم الأوروبية 2018–19 أ |
| 15 | 6 سبتمبر 2019  | ملعب فولكسبارك، هامبورغ، ألمانيا             | هولندا   | 2–2   | 2–4     | تصفيات بطولة أمم أوروبا 2020   |
| 16 | 16 نوفمبر 2019 | بوروسيا بارك، مونشنغلادباخ، ألمانيا          | بيلاروس  | 3–0   | 4–0     | تصفيات بطولة أمم أوروبا 2020   |
| 17 | 16 نوفمبر 2019 | بوروسيا بارك، مونشنغلادباخ، ألمانيا          | بيلاروس  | 4–0   | 4–0     | تصفيات بطولة أمم أوروبا 2020   |

## الإنجازات

### النادي
بايرن ميونخ
- الدوري الألماني: 2007–08، 2012–13،[111] 2013–14[112]
- كأس ألمانيا: 2007–08،[113] 2012–13،[111] 2013–14[114]
- كأس السوبر الألماني: 2012[115]
- دوري أبطال أوروبا: 2012–13[111]
- كأس السوبر الأوروبي: 2013[116]
- كأس العالم للأندية: 2013[117]

 ريال مدريد
- الدوري الإسباني: 2016–17،[119] 2019–20[62]، 2021–22[120]، 2023–24[121]
- كأس ملك إسبانيا: 2022–23[122]
- كأس السوبر الإسباني: 2017،[123] 2019–20[61]، 2021–22[124]، 2023–24[125]
- دوري أبطال أوروبا: 2015–16،[126] 2016–17،[127] 2017–18[128]، 2021–22،[129] 2023–24[130]
- كأس السوبر الأوروبي: 2014،[131] 2016،[132] 2017[133]، 2022[134]
- كأس العالم للأندية: 2014،[135] 2016،[136] 2017[137]، 2018، 2022[138]

### المنتخب
ألمانيا
- كأس العالم: البطل 2014؛[139] المركز الثالث 2010

### الفردية
- بطولة أوروبا تحت 17 سنة اللاعب الذهبي: 2006  [لغات أخرى]‏[140]
- كأس العالم تحت 17 سنة الكرة الذهبية: 2007[141]
- كأس العالم تحت 17 سنة الحذاء البرونزي: 2007[141]
- وسام فريتز فالتر الميدالية الذهبية تحت 18 سنة: 2008[142]
- كيكر الدوري الألماني تشكيلة الموسم: 2009–10، 2011–12، 2013–14[بحاجة لمصدر]
- دوري أبطال أوروبا تشكيلة الموسم: 2013–14، 2014–15، 2015–16، 2016–17، 2017–18[143][144][145][146]
- فيفبرو: 2014، 2016، 2017[147][148][149]
- فيفبرو التشكيلة الثانية: 2015، 2018[150][151]
- فيفبرو مُرشح: 2019 (الوسط التاسع)[152]
- جائزة اليويفا لأفضل فريق: 2014، 2016،[153]2017[154]
- أفضل صانع ألعاب من الاتحاد الدولي لتاريخ وإحصاءات كرة القدم: 2014[155]
- فريق كل النجوم في كأس العالم: 2014[156]
- فريق الأحلام في كأس العالم: 2014[157]
- كأس العالم أفضل مُمرّر: 2014[158]
- مؤشر أداء كاسترو: الفائز بمؤشر كاسترو لكأس العالم 2014[159]
- ورقة الغار الفضية: 2014[160]
- لاعب العام في منتخب ألمانيا: 2014[161]
- إي أيه سبورتس فيفا تشكيلة العام: 2016[162]
- جوائز بطولة أمم أوروبا: 2016[163]
- كأس العالم للأندية أفضل مُمرّر: 2014، 2016[164][165]
- تشكيلة العام للدوري الإسباني من اليويفا: 2016–17،[166] 2019–20[167]
- أفضل صانع ألعاب من الاتحاد الدولي لتاريخ وإحصاءات كرة القدم الجائزة البرونزية: 2016[168]
- أفضل صانع ألعاب من الاتحاد الدولي لتاريخ وإحصاءات كرة القدم الجائزة الفضية: 2017[169]
- فريق العام من الاتحاد الدولي لتاريخ وإحصاءات كرة القدم: 2017[170]
- فريق العقد من الاتحاد الدولي لتاريخ وإحصاءات كرة القدم 2011–2020[171]
- فريق العقد لليويفا من الاتحاد الدولي لتاريخ وإحصاءات كرة القدم 2011–2020[172]
- لاعب العام في ألمانيا: 2018[173]
- جي كيو أفضل رياضي في ألمانيا: 2019[174]

## وصلات خارجية
- الموقع الرسمي للاعب (بالألمانية)

- توني كروس على ريال مدريد
- توني كروس على kicker.de
- توني كروس – سجل منافسات اليويفا
- توني كروس على موقع الاتحاد الدولي (مؤرشف)  (الإنجليزية)
- توني كروس على موقع الاتحاد الأوربي (الإنجليزية)
- توني كروس على موقع إي إس بي إن إف سي (الإنجليزية)
- توني كروس على موقع قاعدة بيانات كرة القدم.إي يو (الإنجليزية)
- توني كروس على موقع بيانات كرة القدم. دي إي (الألمانية)
- توني كروس على موقع ليكيب (الفرنسية)
- توني كروس على موقع ناشيونال فوتبول تيمز (الإنجليزية)
- توني كروس على موقع Soccerbase.com (لاعب) (الإنجليزية)
- توني كروس على موقع Soccerway.com (الإنجليزية)
- توني كروس على موقع عالم كرة القدم.نت (الإنجليزية)